# Micropholis egensis
Micropholis egensis är en tvåhjärtbladig växtart som först beskrevs av A.Dc., och fick sitt nu gällande namn av Jean Baptiste Louis Pierre. Micropholis egensis ingår i släktet Micropholis och familjen Sapotaceae. Inga underarter finns listade i Catalogue of Life.